# 히라시나촌
히라시나촌(平等村)은 일본 야마나시현 히가시야마나시군에 설치되었던 촌이다. 현재의 야마나시시 중심부의 서쪽에 해당한다.